# Daniel Mousichidis
Daniel Mousichidis (* 25. Juni 2005) ist ein deutscher Turner. Er ist Medaillengewinner bei Deutschen Junioren- und Elite-Meisterschaften, darunter Deutscher Meister am Boden und Pauschenpferd im Jahr 2023. Er vertrat Deutschland zudem im Juniorenbereich beim Europäischen Olympischen Jugendfestival und bei den Junioren-Europameisterschaften 2022 und wurde Junioren-Europameister am Boden.

## Karriere

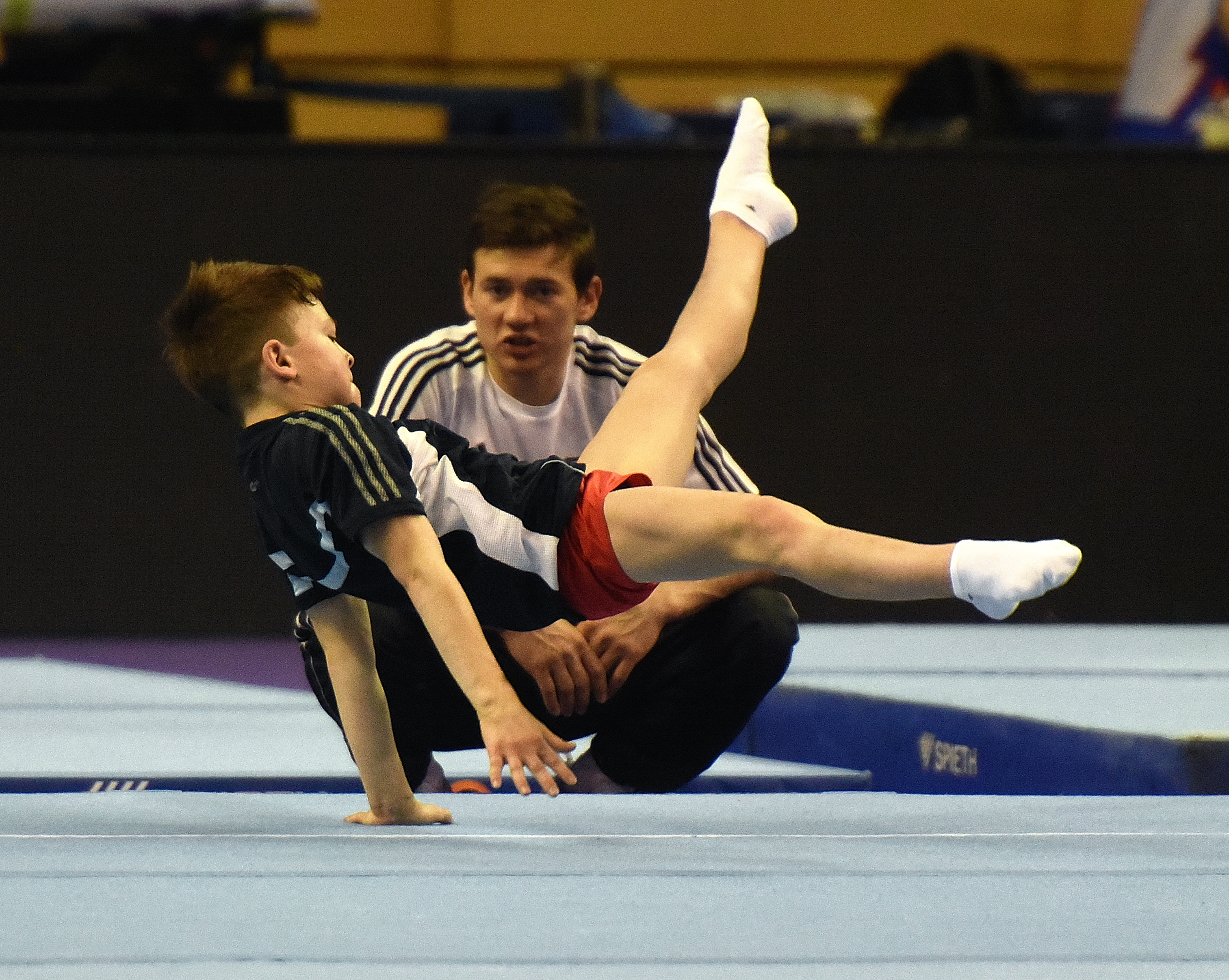
Mousichidis im Alter von 11 Jahren mit Trainer Waldemar Eichhorn bei den Deutschen Jugendmeisterschaften im Rahmen des Internationalen Deutschen Turnfestes 2017 in Berlin

Daniel Mousichidis ist Sohn russisch-kasachischer Eltern mit griechischen Wurzeln, die ebenfalls im Sport aktiv waren. In der Grundschulzeit begann er beim TV 1894 Schwalbach das Kunstturnen, später wechselte er an die Landessportschule. Mousichidis konnte bei Deutschen Jugendmeisterschaften zahlreiche Medaillen gewinnen. So war er sowohl im Jahr 2022 als auch 2023 in seiner Altersklasse 17/18 im Mehrkampf der beste Turner und konnte weitere Medaillenplätze erreichen.
Im Jahr 2022 trat Mousichidis zuerst beim Europäischen Olympischen Sommer-Jugendfestival 2022 in Banská Bystrica an und konnte dort am Pauschenpferd und Reck zwei Gerätefinals sowie mit dem Team den fünften Platz erreichen. Bei der Junioren-Europameisterschaft in München, die im Rahmen der European Championships 2022 stattfanden, trat er im Mehrkampf an allen Geräten an und erreichte mit dem Team den fünften Platz. Als Einzelstarter konnte er die Goldmedaille am Boden sowie eine Bronzemedaille am Reck erreichen. Die Junioren-Weltmeisterschaft im Jahr 2023 musste er verletzungs- und krankheitsbedingt auslassen. Mousichidis trat darüber hinaus bei mehreren internationalen Wettkämpfen für Deutschland an und konnte dort beispielsweise beim DTB-Pokal mehrere Medaillen erreichen.
Noch als Junior trat er bei den Deutschen Meisterschaften der Senioren 2023 an. Dort konnte er überraschend zwei Goldmedaillen erturnen. Am Boden erreichte er mit dem höchsten Schwierigkeitsgrad den ersten Gesamtplatz. Im direkten Anschluss am Pauschenpferd, seinem Spezialgerät, trat er als letzter Turner an und zeigte dort die beste Ausführung und gewann damit ebenfalls die Goldmedaille. Er ist Mitglied im Perspektivkader des Deutschen Turner-Bundes. Sein Ziel ist die Qualifikation für die Olympischen Sommerspiele 2024 in Paris.
Mousichidis trat zunächst in der Nachwuchsbundesliga und seit 2021 auch in der Bundesliga der Deutschen Turnliga für die TG Saar an. Dort hält er Mitte 2023 die meisten Scorerpunkte für den Verein inne. Er wird von Jugend an vom erfolgreichen Turner und saarländischen Landestrainer Waldemar Eichhorn trainiert, der selbst noch für die TG Saar antritt. Mousichidis war 2023 noch Schüler am Sportgymnasium am Rotenbühl, seine Brüder sind ebenfalls erfolgreiche Turner im Jugendbereich. Er wird von der Sportstiftung Saar gefördert und wurde 2022 zu Saarlands Nachwuchssportler des Jahres gewählt.